# Tularémie
Tularémie (někdy též označovaná jako zaječí nemoc) je akutní nebo chronické bakteriální onemocnění zajíců a hlodavců, ale i dalších volně žijících zvířat. K onemocnění je náchylný i člověk. Nemoc je rozšířena po celém světě s typickou přírodní ohniskovostí (původce cirkuluje v prostředí nezávisle na člověku mezi volně žijícími obratlovci a členovci). Na přenosu nemoci se významně podílejí klíšťata, která jsou příčinou šíření nemoci mezi jednotlivými druhy. V České republice je ročně hlášeno okolo 100 případů onemocnění lidí.

## Původce
Původcem tularémie je fakultativně-intracelulární gramnegativní bakterie Francisella tularensis.
Poprvé byla tato bakterie izolována roku 1911 McCoyem a Chapinem v oblasti Tulare, Kalifornie. Krátce poté byla charakterizována jako nesporulující, nepohyblivá, aerobní koko-tyčinka se značnou rezistencí ve vnějším prostředí (životaschopnost po dobu 4–5 měsíců v půdě či uhynulém zvířeti).
F.tularensis je široce rozšířena především v severní části polokoule a je schopna infikovat řadu bezobratlých živočichů i obratlovců.
Druh Francisella tularensis má pět poddruhů (subspecies): Francisella tularensis subsp.tularensis (též označovaná jako typ A), F. tul. subsp. holarctica (typ B) dále novicida, mediasiatica a varianta holarctica objevená v Japonsku. Původcem onemocnění člověka je pouze F. tularensis subsp.tularensis a subsp.holarctica.
F. tularensis subsp.tularensis (typ A) se řadí mezi potenciální biologické zbraně. Její nebezpečí spočívá v extrémně nízké infekční dávce (10 cfu), snadném použití ve formě aerosolu, schopnosti způsobit vážné onemocnění a v neléčených případech i smrt. Vnímavost je všeobecná, po prodělání infekčního onemocnění se vytváří imunita, i když opakované nákazy jsou známé.

## Zdroje a cesty šíření infekce
K onemocnění jsou vnímaví zejména zajíci. Virus však napadá i další volně žijící zvířata (krtek, ondatra, veverka, myš, krysa, potkan…). Sáním na nemocných zvířatech se infikují členovci (klíšťata, ovádi), kteří pak nákazu šíří dále a uplatňují se jako rezervoár. Bakterie se mohou vyskytovat ve všech vývojových stadiích klíšťat. Nemocná zvířata vylučují bakterie všemi sekrety a exkrety do vnějšího prostředí. Člověk se může nakazit nejčastěji při manipulaci s odlovenými infikovanými zvířaty (stahování kůže a vyvrhovaní zajíců při lovu). Další cestou infekce pro člověka je infikovaným klíštětem nebo vdechnutím aerosolu či prachu (sláma, seno, obiloviny) kontaminovaného exkrementy hlodavců. Alimentární cesta nákazy je rovněž možná, například požitím kontaminované vody či nedostatečně tepelně upraveného masa (zejména zaječího).

## Průběh a klinické příznaky

Kožní léze u člověka s tularémií

Inkubační doba je závislá na způsobu infekce a virulenci bakterie a trvá 4–12 dní, někdy i více. Infekční dávka potřebná k vyvolání infekce je závislá na způsobu infekce. Zatímco při nákaze vdechnutím je zapotřebí pouze 5–10 buněk, při alimentární infekci je to 106 až 108 buněk.

### Klinické příznaky u zajíců
- akutní forma: teplota, malátnost, ztráta plachosti;
- chronická forma: vyhublost, zvětšení a zhnisání mízních uzlin, ztráta ostražitosti a pohyblivosti.

### Klinické příznaky u domácích zvířat (ovce, prase)
Netypickými příznaky jsou teplota, zrychlený dech, hubnutí.

### Klinické příznaky u člověka
Onemocnění se vyskytuje v několika formách, které souvisí se způsobem nákazy (kožní cestou, vdechnutím, alimentární cestou). Společným znakem všech forem je horečka a celková slabost.
Při poranění kůže dochází k nejčastější formě kožní (ulcerogladulární). Bakterie se pomnoží v místě průniku do kůže, kde vzniká vřed a zánět kůže. Postupně dochází k zánětu lymfatických uzlin a lymfatických cév. To se klinicky projeví zvětšením a bolestivostí uzlin, které mohou zhnisat a při provalení hnisu vznikají píštěle.
Dojde-li k nákaze přes spojivku hovoří se o tzv. oční formě. Ta se projevuje hnisavým zánětem víček, oka a zduřením mízních uzlin. Forma plicní vzniká po inhalaci kontaminovaného prachu a projevuje se zánětem plic, kašlem, dušností a bolestí na hrudi. Po požití kontaminované potravy či vody se rozvíjí ústní nebo střevní forma. Při ústní formě dochází k zánětu podčelistních mízních uzlin (probíhá jako těžká angína). Při střevní formě jsou časté bolesti břicha, průjem, zvětšení sleziny.

## Diagnostika

### U zvířat
- pitva – nález zvětšených mízních uzlin, nekrózy a abscesy v játrech;
- bakteriologické vyšetření – kultivace na speciálních půdách (Francisův agar);
- biologický pokus – myši, morčata;
- sérologie – rychlá nebo pomalá sklíčková aglutinace.

### U lidí
- klinické příznaky – zvětšené a bolestivé mízní uzliny, horečka, malátnost;
- sérologie – ELISA, aglutinace.

## Terapie
- Dvojkombinace ATB: aminoglykosid (gentamycin) + tetracyklin (doxycyklin), délka terapie 2–3 týdny. Alternativním lékem jsou flurochinolony a u dětí azithromycin;[2]
- při kolikvaci uzlin je nutný chirurgický výkon.

## Upozornění
Protože je Francisella tularensis tularensis vysoce infekční, je zahrnována mezi možné biologické zbraně.